# Paikiniana vulgaris
Paikiniana vulgaris är en spindelart som först beskrevs av Ryoji Oi 1960.  Paikiniana vulgaris ingår i släktet Paikiniana och familjen täckvävarspindlar. Inga underarter finns listade i Catalogue of Life.